# Бібліотека світової драматургії
«Бібліоте́ка світово́ї драматургі́ї» — серія видань світової драматургійної класики, що виходила у видавництві «Мистецтво» у 1945–1949 роках. До серії увійшли твори Ж.-Б. Мольєра («Тартюф»), Ф. Шіллера («Підступність і кохання»), Р. Шерідана («Школа лихослів'я»), Е. Ростана («Сірано де Бержерак»), В. Гюґо («Рюї Блаз»), Есхіла («Прометей закутий»).
Переклади українською мовою здійснили В. Самійленко, М. Рильський, Б. Тен, С. Голованівський та ін. Кожна з 6 книжок містить статтю про драматурга й коментар. Видання серії було припинене за вказівкою компартійного керівництва.

## Книги серії
1. Мольєр, Жан-Батіст. Тартюф: Комедія на 5 дій / Переклад з французької В.Самійленка; редакція М.Рильського. — Київ: Мистецтво, 1946. — 143 с.
2. Шіллер, Фрідріх. Коварство і любов: Міщанська трагедія на 5 дій / Переклад з німецької [не вказано, можливо Майк Йогансен[2]]; за редакцією А. Гозенпуда. — Київ: Мистецтво, 1947. — 189 с.
3. Шерідан, Річард Брінслі. Школа лихослів'я: Комедія на 5 дій / Переклад з англійської, передмова та примітки Є. Старинкевич. — Київ: Мистецтво, 1947. — 188 с.
4. Ростан, Едмон. Сірано де Бержерак: Героїчна комедія на 5 дій / Переклад з французької, вступна стаття, покажчики Максима Рильського. — Київ: Мистецтво, 1947. — 388 с.
5. Гюго, Віктор. Рюї Блаз: Драма в 5-ти актах / Переклад з французької С. Голованівського; редакція перекладу Максима Рильського. — Київ: Мистецтво, 1948. — 232 с.
6. Есхіл. Прометей закутий / Переклад з давньогрецької Бориса Тена; вступна стаття і загальна редакція О. І. Білецького. — Київ: Мистецтво, 1949. — 191 с.